# Rinconada la Loma Fraccionamiento
Rinconada la Loma Fraccionamiento är en ort i Mexiko.   Den ligger i kommunen Ixtlahuacán de los Membrillos och delstaten Jalisco, i den centrala delen av landet, 400 km väster om huvudstaden Mexico City. Rinconada la Loma Fraccionamiento ligger 1 531 meter över havet och antalet invånare är 2 476.
Terrängen runt Rinconada la Loma Fraccionamiento är platt norrut, men söderut är den kuperad. Runt Rinconada la Loma Fraccionamiento är det ganska tätbefolkat, med 111 invånare per kvadratkilometer. Närmaste större samhälle är Tonalá, 19,0 km norr om Rinconada la Loma Fraccionamiento. Omgivningarna runt Rinconada la Loma Fraccionamiento är en mosaik av jordbruksmark och naturlig växtlighet.